# 九条光長
九条 光長（くじょう みつなが）は、平安時代後期から鎌倉時代初期にかけての公卿。藤原北家勧修寺流、権右中弁・藤原光房の子。官位は正三位・参議。九条三位と号す。勧修寺流九条家の始祖。

## 経歴
皇嘉門院の乳母を務めた皇嘉門院御匣殿の養子となった縁で女院に仕え、久安6年（1150年）7月に皇嘉門院判官代に任ぜられると、翌月には叙爵を受ける。その後、兵部権少輔、右衛門権佐などを歴任。兄・吉田経房や弟・藤原定長同様、後白河院の傍にあって実務官僚としての務めをよく果たしたが、光長の場合は摂関家の家司としての活動も顕著であり、近衛基実・松殿基房についで仕えた九条兼実には特に重用された。号として九条三位を許され、勧修寺流九条家の祖となっている。経房・定長と共に三事兼帯を果たしたが、三兄弟としてのそれは古今に例のない栄誉と賞賛された（『山槐記』元暦元年9月18日条）。その一方で、後白河院が秘かに弟の定長に対して「学問も人望も申し分は無いが、摂政（九条兼実）を重んじて自分を軽んじている」と不満を漏らしている（『玉葉』文治2年閏7月2日条）。
文治元年（1185年）に蔵人頭に任ぜられると、翌2年（1186年）に参議に昇叙。この年兼実が摂政・藤氏長者となると執事別当と氏院別当を兼ねるた上、殿下渡領である備前国鹿田荘の預を務めた。同4年（1188年）に従三位、建久6年（1195年）に正三位に昇叙。同年出家し、6月に薨去。
日記として『光長記』を残している。

## 系譜
『尊卑分脈』による。
- 父：藤原光房
- 母：藤原俊忠の娘
- 正室：藤原朝親の娘
  - 男子：二条定高（1190年 - 1238年）
- 藤原俊経の娘
  - 長男：海住山長房（1168年 - 1243年）
  - 三男：藤原宣房
- 生母不詳の子女
  - 次男：藤原盛房
  - 男子：長範
  - 男子：光遍
  - 男子：長信
  - 女子：葉室宗方室
  - 女子：中山忠季室